# David Eppstein
David Arthur Eppstein (1963) é um cientista da computação e matemático estadunidense. É professor de ciência da computação na Universidade da Califórnia, Irvine. É conhecido pelo seu trabalho em geometria computacional, algoritmos em grafos e matemática recreativa.

## Publicações selecionadas
- EPPSTEIN, David (1999). «Finding the k shortest paths». SIAM Journal on Computing. 28 (2). pp. 652–673. doi:10.1109/SFCS.1994.365697
- EPPSTEIN, D.; GALIL, Z.; ITALIANO, GF; Nissenzweig, A (1997). «Sparsification—a technique for speeding up dynamic graph algorithms». Journal of the ACM. 44 (5). pp. 669–696. doi:10.1145/265910.265914
- AMENTA, N.; BERN, M.; EPPSTEIN, D. (1998). «The Crust and the β-Skeleton: Combinatorial Curve Reconstruction». Graphical Models and Image Processing. 60. 125 páginas. doi:10.1006/gmip.1998.0465
- BERN, M.; EPPSTEIN, D. (1992). «Mesh generation and optimal triangulation» (PDF). Technical Report CSL-92-1. Xerox PARC Republicado em D.-Z. Du & F.K. Hwang, ed. (1992). Computing in Euclidean Geometry. [S.l.]: World Scientific. p. 23–90

### Livros
- EPPSTEIN, D.; FALMAGNE, J.-Cl.; OVCHINNIKOV, S. (2008). Media Theory. [S.l.]: Springer-Verlag. ISBN 978-3642090837